# Теџас
Теџас (Санскрт: तेजस्ⓘ: „брилијант“) је индијски једномоторни ловац четврте генерације. Развила га је индијска компанија Аеро-наутика Хиндустан за потребе индијског ратног ваздухопловства и, евентуално, индијске ратне морнарице.

## Развој и дизајн
Рад на развоју авиона Теџас званично је отпочео 1983. године. Планирано је да Теџас замени индијске авионе МиГ-21, МиГ-23, МиГ-27 и Јагуар. Дизајн новог авиона је финализован 1990. године. 17. новембра 1995. године приказан је први прототип. Први пробни лет авион Теџас је обавио 4. јануара 2001. године. Авион поседује конфигурацију делта крила, без канарда и задњих хоризонталних стабилизатора. Поседује један вертикални стабилизатор. Израђен је од легуре алуминијума и литијума, титанијума и композита од угљеничних влакана. Поседује осам подвесних тачака за наоружање у виду ракета и бомби: шест испод крила и две испод трупа. Погоњен је турбо-млазним мотором Џенерал Електрик 404Ф2/Ј-ИН20, потиска 53,9 kN без форсажа, односно 90 kN са додатним сагоревањем.
Сем једноседа, развијен је и тренажни двосед, као и палубна верзија. Иако је палубни прототип успешно извео први пробни лет 27. априла 2012. године, а 20. децембра 2014. године извео лет са полетне рампе, индијска ратна морнарица је децембра 2016. године ипак (привремено) одустала од Теџаса, због тога што је "претежак". И поред тога, настављено је тестирање палубних верзија, па је прво дневно слетање уз помоћ аеро-финишера обављено 13. септембра 2019. године, док је прво ноћно слетање уз помоћ аеро-финишера обављено 12. новембра 2019. године. Већ 11. јануара 2020. године палубни једносед Теџас успешно је слетео на носач авиона, а већ следећег дана је успешно полетео са њега.

## Корисници
- Индија

## Галерија
- Теџас